# CHILL
CHILL (abreviatura de CCITT High Level Language ou Linguagem de Alto Nível da CCITT) é uma linguagem de programação procedural empregada em centrais telefônicas. Ainda é usada em alguns sistemas legados de algumas companhias.
O compilador gcc ofereceu suporte a linguagem CHILL até a versão 2.95. A ITU fornece um compilador padrão de CHILL.  A ITU é responsável pelo padrão CHILL, o padrão ITU-T Z.200. Seu equivalente na ISO é o padrão ISO/IEC 9496:2003 que possui o mesmo texto.